# Polyéthylène haute densité

Code d'identification de la résine PE-HD.

Le polyéthylène haute densité (PE-HD) est un polyéthylène qui a été synthétisé en 1953 par le chimiste et prix Nobel allemand Karl Ziegler.

## Fabrication
Les PE-HD peuvent être produits par polymérisation coordinative de type catalyse de Ziegler-Natta ou catalyse avec un métallocène.

## Propriétés
- Polyoléfine semi-cristalline
- Température maximale d'emploi : 105 °C ; température de fragilisation : −50 °C
- Compatible avec les micro-ondes
- Bonne flexibilité
- Très bonne résistance aux acides, alcools aliphatiques, aldéhydes, hydrocarbures aliphatiques et aromatiques
- Faible résistance aux agents oxydants, qui peuvent alors faciliter l'installation d'un biofilm indésirable[3].

Il est régénéré et recyclé sous forme de granulés.

## Usages

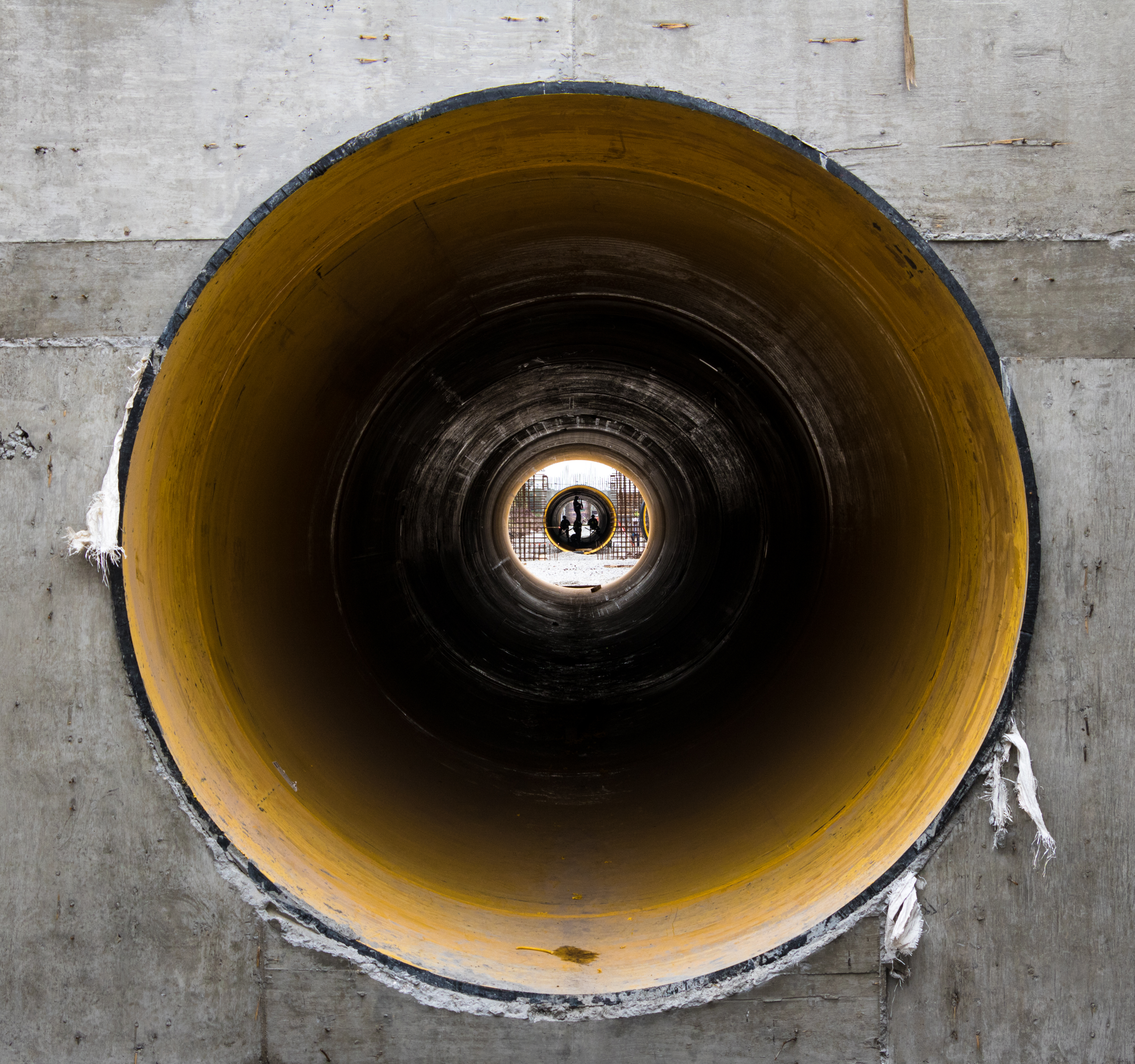
Canalisation en PE-HD à Mexico (2016).

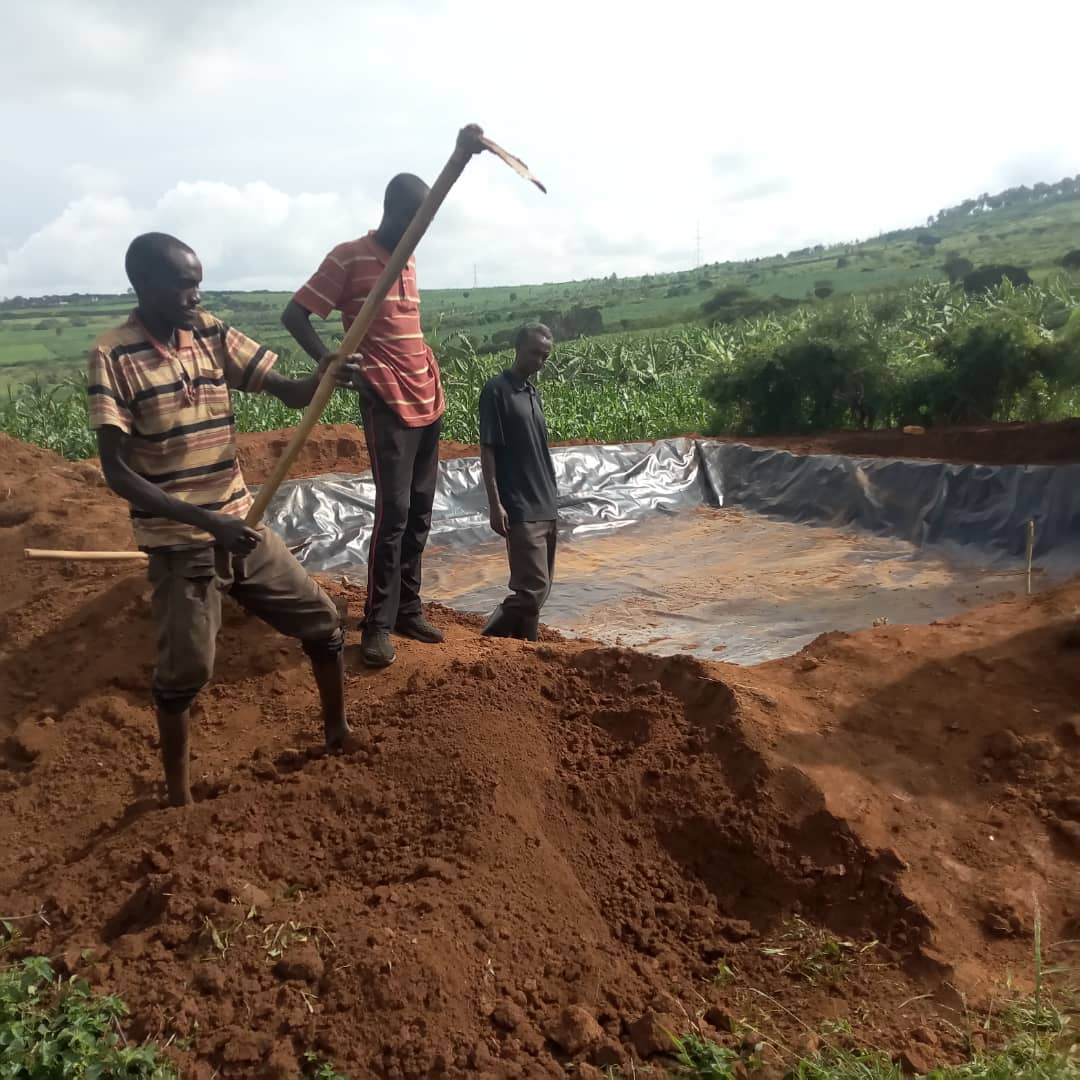
Utilisation au Rwanda pour la collecte des eaux pluviales.

Il est par exemple utilisé pour produire des caisses en plastique hautement résistantes, des canoës-kayaks, emballages de produits détergents, bidons d'huile moteur, bouteilles de lait et de shampoing, flacons de médicaments, bouchons de boissons gazeuses, filets de signalisation pour les conduites, câbles enterrés et des tubes pour le transport de gaz, d'eau ou de câbles.
On en fait aussi des bâches et des géomembranes par exemple utilisées comme barrière d'étanchéité dans les décharges dites « ISDND » (Installations de stockage de déchets non dangereux) bien que « malgré les bonnes propriétés initiales du PEHD, face aux agressions chimiques et biologiques du lixiviat, sa durabilité reste une question ouverte ».

## Résistance
La plupart des polymères sont plus ou moins biodégradables.
En se dégradant (ex. : par oxydation de surface ou dégradation mécanique), le polyéthylène peut perdre son caractère hydrophobe et faciliter l'accroche d'un biofilm, lequel pourrait alors lentement contribuer à sa dégradation (à échelle micro- ou nanoscopique). 
Des études ont porté sur la biodégradation du polyéthylène en présence de diverses souches bactériennes pures,,, ou dans des composts où il est alors aussi exposé à des champignons,,, et quelques études ont exposé du PEHD à des lixiviats de décharges (de type ISDND), par exemple avec un PEHD sans additif incubé sept mois dans un lixiviat d’ISDND vieux de dix ans, ainsi que dans un lixiviat abiotique (débarrassé de ses micro-organismes par du thiomersal) et maintenu à 40 °C, après oxydation effectuée en laboratoire conformément à la norme NF EN ISO 13 438 des géosynthétiques. Quand un film de PEHD a été oxydé en laboratoire, il perd principalement des acides carboxyliques et cette oxydation permet effectivement l'apparition d'un biofilm quand il est immergé dans le lixiviat, alors que seule une cristallisation de carbonates se forme si la membrane n'a pas été oxydée.